# L'eretico (romanzo)
L'eretico è un romanzo di Carlo A. Martigli e considerato come il "figlio" del precedente successo dello scrittore, 999 l'ultimo custode. 
Il romanzo è stato anch'esso presentato a Rapallo e ha partecipato ad alcuni premi e riconoscimenti. Attualmente è stato tradotto in nove lingue.
Di genere mistery il romanzo si incentra sugli anni perduti della vita di Gesù, menzionando all'inizio del libro, anche il frate e teologo Gerolamo Savonarola, torturato e condannato al rogo per eresia.
È stato pubblicato da Longanesi.

## Trama
Si incentra sugli avvenimenti del frate teologo Gerolamo Savonarola, all'inizio del romanzo per poi completare la trama con un aneddoto della vita di Gesù, specie sui suoi anni perduti. 
Riprendendo trame ed aneddoti tipici della letteratura mistery, ed anche avventure, di tipologia simile al suo precedente successo.